# ZiŁ-164
ZiŁ-164 – samochód ciężarowy produkowany przez firmę ZiŁ w latach 1957-1964. Do napędu użyto silnika R6 o pojemności 5,6 litra. Moc przenoszona była na oś tylną (4x2) poprzez 5-biegową skrzynię biegów. Następca modelu ZiS-150.
W 1961 dokonano modernizacji modelu, wprowadzono amortyzatory teleskopowe z zawieszeniu osi przedniej, nową skrzynię biegów oraz układ hamulcowy, nieznacznie podniesiono moc silnika. Nowy model nazwano ZiŁ-164A. W 1964 wprowadzono do produkcji następcę, samochód ZiŁ-130.

## Dane techniczne

### Silnik
- R6 5,6 l (5555 cm³), 2 zawory na cylinder, benzynowy
- Układ zasilania: gaźnik
- Średnica cylindra × skok tłoka: 101,60 mm × 114,30 mm
- Stopień sprężania: 6,2:1
- Moc maksymalna: 97 KM przy 2600 obr./min (100 KM ZiŁ-164A)
- Maksymalny moment obrotowy: 290 Nm przy 1100-1400 obr./min

### Osiągi
- Prędkość maksymalna: 75 km/h (załadowany)
- Średnie zużycie paliwa: 27,0 l / 100 km (dla prędkości 30-40 km/h)

## Inne
- Koła: 9,0 x 20 cali
- Promień skrętu: 9,3 m
- Ładowność: 4000 kg
- Maksymalna masa przyczepy: 6400 kg
- Prześwit: 265 mm